# Kékarcú virágjáró
A kékarcú virágjáró (Dicaeum maugei) a madarak osztályának verébalakúak (Passeriformes) rendjébe és a virágjárófélék (Dicaeidae) családjába tartozó faj.

## Rendszerezése
A fajt René Primevère Lesson francia ornitológus írta le 1830-ban.

## Alfajai
- Dicaeum maugei maugei Lesson, 1830
- Dicaeum maugei neglectum Hartert, 1897
- Dicaeum maugei salvadorii A. B. Meyer, 1884
- Dicaeum maugei splendidum Büttikofer, 1893[2]

## Előfordulása
A Kis-Szunda-szigeteken, Indonézia és Kelet-Timor területén honos. Természetes élőhelyei a szubtrópusi és trópusi síkvidéki és hegyi esőerdők, lombhullató erdők, valamint ültetvények, vidéki kertek és másodlagos erdők. Állandó, nem vonuló faj.

## Megjelenése
Testhossza 10 centiméter.

## Életmódja
Főleg fügével és más gyümölcsökkel, nektárral és pollenekkel táplálkozik.

## Természetvédelmi helyzete
Az elterjedési területe elég nagy, egyedszáma pedig stabil. A Természetvédelmi Világszövetség Vörös listáján nem fenyegetett fajként szerepel.